# 'A neve e 'o sole
'A neve e 'o sole è un album di Nino D'Angelo, pubblicato nel 1995.

## Tracce
1. Nun me può scurdà
2. Male
3. Nu poco d'ammore
4. Si nun te cunuscesse
5. Bellella
6. Amanti ribelli
7. Carezza luntana
8. Si cchiù fforte 'e me
9. Ventuno e trenta
10. 'A neve e 'o sole

## Formazione
- Nino D'Angelo - voce
- Nuccio Tortora - arrangiamenti e dir. orchestra
- Agostino Mennella - batteria, percussioni
- Luciano Ciccaglioni - chitarre acustiche e classiche
- Peppe Narretti - chitarra elettrica
- Alfredo Venosa - basso
- Nuccio Tortora - tastiere, piano e fisarmonica
- Anna, Barbara, Cristina, Peppe Narretti - cori